# Orgyia ochrodorsalis
Orgyia ochrodorsalis är en fjärilsart som beskrevs av Hans Rebel 1948. Orgyia ochrodorsalis ingår i släktet fjädertofsspinnare, och familjen tofsspinnare. Inga underarter finns listade i Catalogue of Life.